# Tartaruga-de-couro
A tartaruga-de-couro (nome científico: Dermochelys coriacea), tartaruga-gigante, tartaruga-de-cerro, tartaruga-de-quilha, tartaruga-de-leste, tartaruga-preta, tartaruga-sete-quilhas, careba-mole ou careba-gigante, é a maior das espécies de tartarugas e é muito diferente das outras tanto em aparência quanto em fisiologia. É a única espécie extante do gênero Dermochelys e da família dos dermoquelídeos (Dermochelyidae). Suas principais características são: crânio muito forte; presença de palato secundário; cabeça parcialmente ou não retrátil; extremidades em forma de nadadeiras não retráteis cobertas por numerosas placas pequenas (com dedos alongados e firmemente presos por tecido conjuntivo); as garras são reduzidas, etc. No mar, tais animais chegam a atingir até 35 quilômetros por hora.

## Taxonomia e evolução

### Taxonomia
Dermochelys coriacea é a única espécie do gênero Dermochelys. O gênero, por sua vez, contém o único membro existente da família dos dermoquelídeos (Dermochelyidae). Domenico Agostino Vandelli nomeou a espécie pela primeira vez em 1761 como Testudo coriacea a partir de um animal capturado em Ostia e doado à Universidade de Pádua pelo Papa Clemente XIII. Em 1816, o zoólogo francês Henri Blainville cunhou o termo Dermochelys. A tartaruga-de-couro foi então reclassificada como Dermochelys coriacea. Em 1843, o zoólogo Leopold Fitzinger colocou o gênero em sua própria família, os dermoquelídeos. Em 1884, o naturalista americano Samuel Garman descreveu a espécie como Sphargis coriacea schlegelii. Os dois foram então unidos em D. coriacea, com cada subespécie recebendo o status de D. c. coriacea e D. c. schlegelii. As subespécies foram posteriormente rotuladas como sinônimos inválidos de D. coriacea.
Tanto o nome popular, quanto o nome científico da espécie vêm da textura de couro e aparência de sua carapaça (Dermochelys coriacea, do latim, significa "Tartaruga de pele encouraçada"). Um nome comum em inglês, lute ("alaúde") , compara as sete cristas que percorrem o comprimento das costas do animal com as sete cordas do instrumento musical de mesmo nome.

### Evolução
Ancestrais das tartarugas-de-couro modernas já existiam desde que as primeiras tartarugas marinhas verdadeiras evoluíram há mais de 110 milhões de anos atrás, durante o período Cretáceo. Os dermoquelídeos são parentes da família dos queloniídeos (Cheloniidae), que contém as outras seis espécies de tartarugas marinhas existentes. No entanto, o seu grupo irmão é a extinta família dos protostegídeos (Protostegidae), que incluía outras espécies que não tinham uma carapaça dura.

## Descrição

### Anatomia e morfologia
Dentre as tartarugas marinhas, o corpo da tartarugas-de-couro é o que possui melhor hidrodinâmica, com casco em forma de lágrima. As tartarugas-de-couro locomovem-se pela água fazendo uso de suas longas nadadeiras frontais que, assim como em outras tartarugas marinhas, são achatadas e adaptadas ao nado em mar aberto. Garras estão ausentes de ambos os pares de nadadeiras. As nadadeiras frontais da tartaruga-de-couro são as maiores em relação ao corpo dentre as tartarugas marinhas existentes, podendo atingir até 2,7 metros em espécimes adultos. A tartaruga-de-couro tem várias características que a distinguem de outras tartarugas marinhas. Sua característica mais notável é a falta de uma carapaça óssea. Em vez de escudos, tem uma pele grossa e coriácea com osteodermos minúsculos embutidos. Sete cristas distintas se erguem da carapaça, cruzando da margem cranial para caudal das costas da tartaruga. As tartarugas-de-couro são únicas entre os répteis, pois suas escamas não possuem β-queratina. Toda a superfície dorsal da tartaruga é colorida de cinza escuro a preto, com uma dispersão de manchas e pontos brancos. Demonstrando contrasombreamento, a parte inferior da tartaruga é levemente colorida.

Disposição das quilhas sobre a carapaça da tartaruga-de-couro. Em preto, a quilha vertebral, em azul, verde e vermelho, as quilhas laterais

Os adultos têm, em média, 1–1,75 metro (3,3–5,7 pés) de comprimento de carapaça curva (CCL), 1,83–2,2 metros (6–7,2 pés) de comprimento total e 250 a 700 quilos (550 a 1 540 libras) de peso. No Caribe, o tamanho médio dos adultos foi relatado em 384 quilos (847 libras) de peso e 1,55 metro (5,1 pés) no CCL. Da mesma forma, aqueles que nidificam na Guiana Francesa pesavam uma média de 339,3 quilos (748 libras) e mediam 1,54 metros (5,1 pés) em CCL. O maior espécime verificado já encontrado foi descoberto na praia paquistanesa de Sandspit e media 213 centímetros (6,99 pés) de CCL e 650 quilos (1 433 libras) de peso. Um concorrente anterior, a "tartaruga Harlech", tinha supostamente 256,5 centímetros (8,42 pés) de CCL e 916 quilos (2 019 libras) de peso, no entanto, uma inspeção recente de seus restos alojados no Museu Nacional de Cardiff descobriu que seu CCL verdadeiro está mais próximo de 1,5 metro (4,9 pés), lançando dúvidas sobre a precisão do peso reivindicado também. Por outro lado, um artigo científico afirmou que a espécie pode pesar até mil quilos (2 200 libras) sem fornecer detalhes mais verificáveis. A tartaruga-de-couro é pouco maior do que qualquer outra tartaruga marinha após a eclosão, pois mede em média 61,3 milímetros (2,41 polegadas) no comprimento da carapaça e pesa cerca de 46 gramas (1,6 onça) quando recém eclodida.
A tartaruga-de-couro exibe várias características anatômicas que se acredita estarem associadas a uma vida em águas frias, incluindo uma extensa cobertura de tecido adiposo marrom, músculos nadadores independentes da temperatura, trocadores de calor em contracorrente entre as grandes nadadeiras frontais e o núcleo corpo e uma extensa rede de trocadores de calor em contracorrente ao redor da traqueia.

### Fisiologia

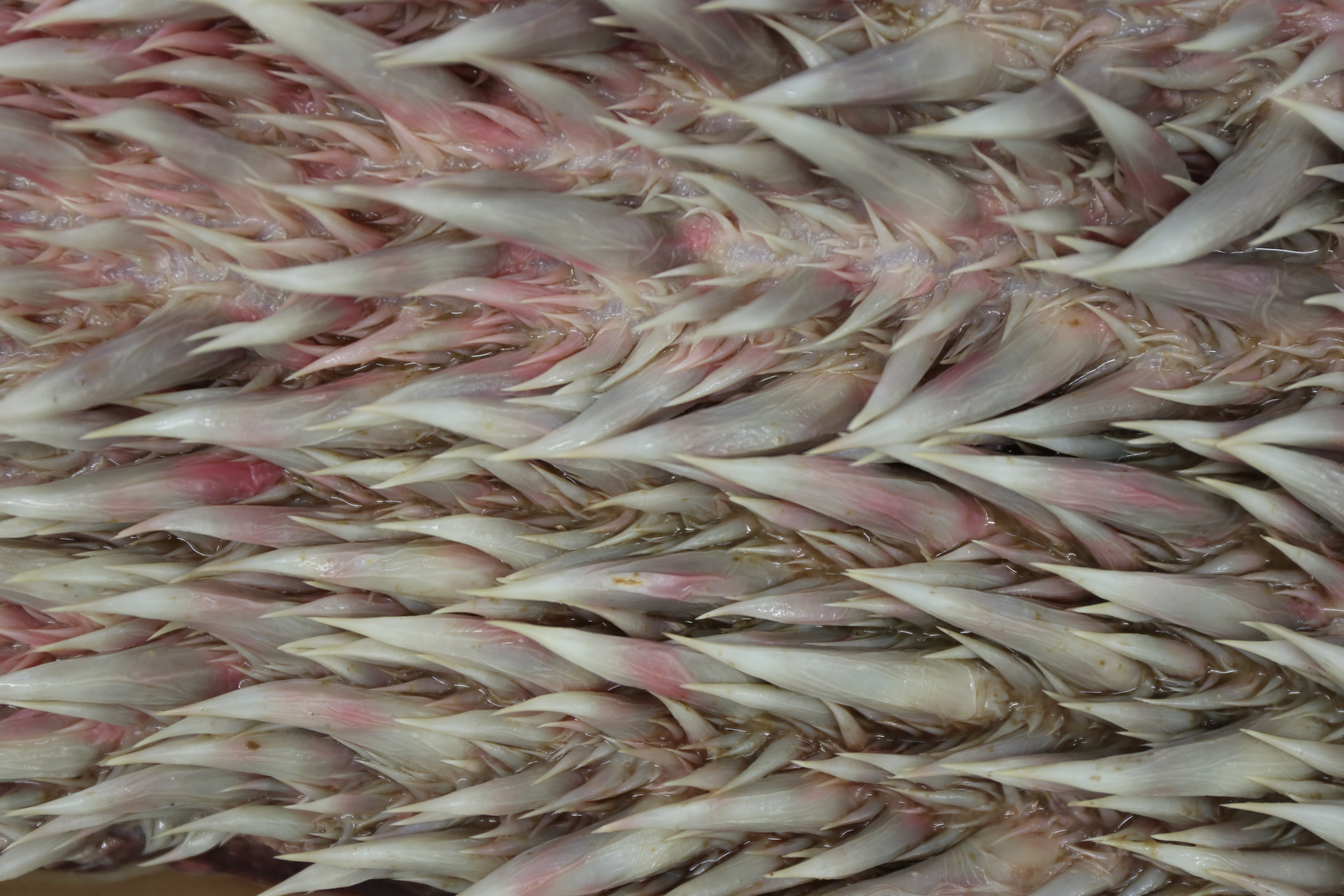
Esôfago da espécie cheio de protuberâncias pontudas para reter as presas

As tartarugas-de-couro são um dos animais marinhos com mergulhos mais profundos. Indivíduos foram registrados mergulhando em profundidades de até 1 280 metros. Os mergulhos duram, geralmente, de três a oito minutos, com mergulhos de 30 a 70 minutos ocorrendo com pouca frequência. A tartaruga-de-couro é o único réptil que possui a capacidade de manter sua temperatura corporal usando calor gerado metabolicamente, ou endotermia. Estudos iniciais sobre suas taxas metabólicas revelaram que possuía taxa metabólica basal cerca de três vezes maior do que o esperado para répteis de seu tamanho. Entretanto, estudos recentes comparando tartarugas-de-couro a répteis de tamanho similar, envolvendo todos os estágios da sua ontogenia, descobriram que a taxa metabólica basal uma tartaruga-de-couro grande não é significativamente diferente dos resultados previstos com base na alometria. Ao invés de usar um alto metabolismo basal, as tartarugas-de-couro parecem aproveitar-se de um alto nível de atividade. Estudos em espécimes selvagens descobriram que indivíduos podem passar apenas 0,1% do dia em repouso. Essa natação constante produz calor derivado dos músculos. Em conjunto com seus trocadores de calor em contracorrente, cobertura de gordura isolante e grande tamanho, essa característica provém às tartarugas-de-couro a capacidade de manter diferenças de alta temperatura em comparação com a água circundante. Tartarugas-de-couro adultas foram encontradas com temperaturas corporais 18 °C acima da água em que estavam nadando.

## Distribuição geográfica

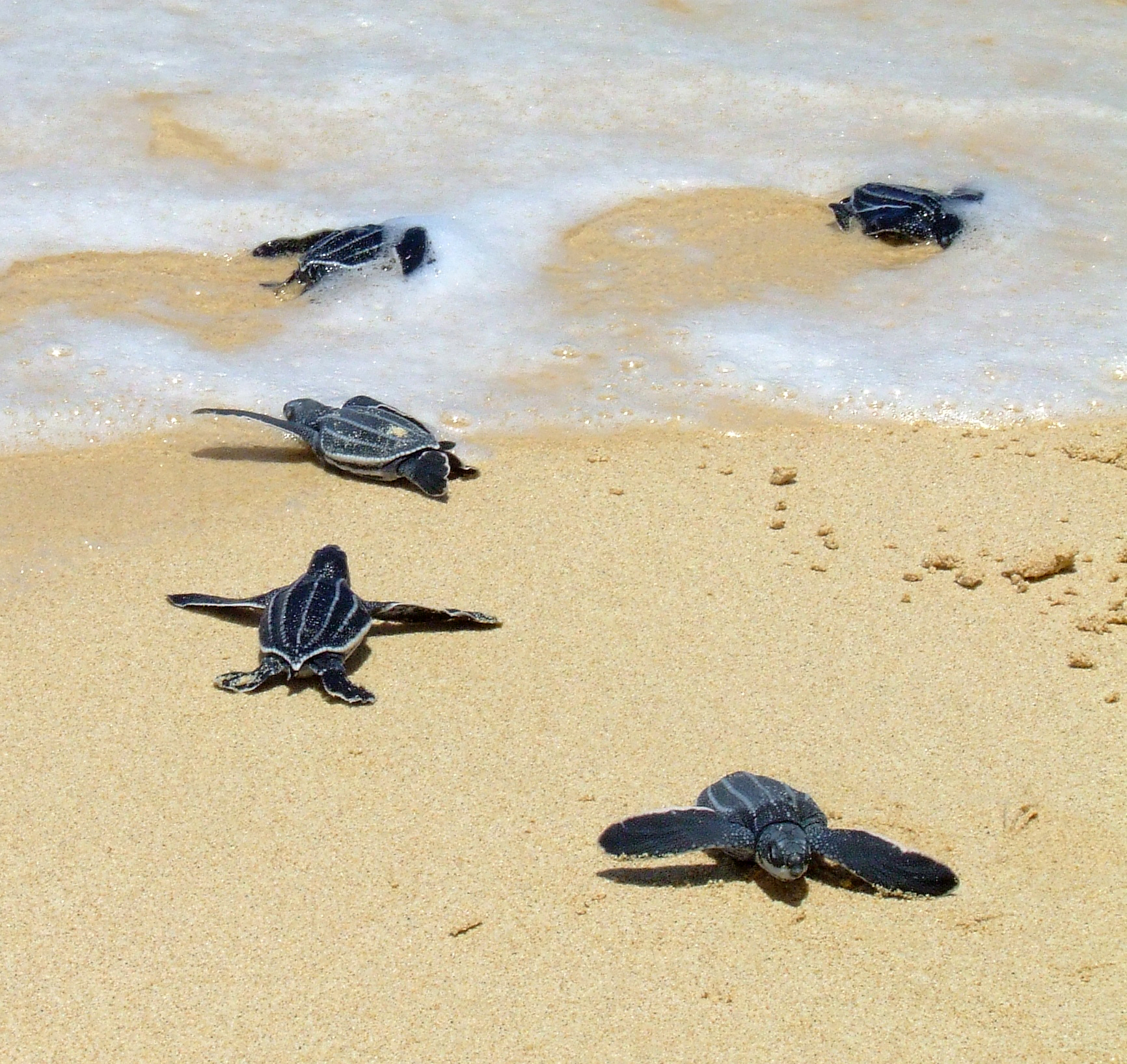
Filhotes se arrastando para o mar

A tartaruga-de-couro é uma espécie cosmopolita, podendo ser encontrada em todos os oceanos tropicais e subtropicais. De todas as tartarugas existentes, é a que possui distribuição mais ampla, habitando desde regiões próximas ao Círculo Polar Ártico, ao norte, até a Nova Zelândia, ao sul. As três maiores populações geneticamente distintas ocorrem nos oceanos Atlântico, Pacífico Ocidental e Pacífico Oriental. Embora praias de nidificação tenham sido encontradas também no Oceano Índico, as populações de tartaruga-de-couro nessa região ainda carecem de avaliação científica. Estimativas recentes indicam que, atualmente, 26 a 43 mil fêmeas fazem ninho em praias todos os anos, representando um declínio notável quando comparado à estimativa de 115 mil fêmeas fazendo ninhos, realizada em 1980.

### População do Atlântico
A população de tartarugas-de-couro no Oceano Atlântico se estende por toda a região, sendo encontradas desde o Mar do Norte, ao norte, até o Cabo das Agulhas, ao sul. Ao contrário de outras tartarugas marinhas, as áreas de alimentação da tartaruga-de-couro estão em águas mais frias, onde suas presas, águas vivas, são encontradas em abundância. No entanto, apesar de sua ampla distribuição, apenas algumas praias dos dois lados do Atlântico são utilizadas como locais de nidificação.
Os locais de desova mais importantes do Atlântico oeste são localizados na costa nordeste da América do Sul, em Suriname, Guiana e Guiana Francesa, onde algumas poucas praias selecionadas são locais de nidificação primários de várias espécies de tartarugas marinhas, sendo a maioria delas de couro. Além disso, algumas centenas de fêmeas de tartaruga-de-couro fazem ninhos anualmente na costa leste da Flórida, e na Costa Rica, as praias de Gandoca e Parismina fornecem áreas de nidificação. Já no Atlântico leste, as praias do Parque Nacional de Maiumba, na costa do Gabão, África Central, recebem o maior evento de nidificação do continente africano e possivelmente de todo o mundo, com cerca de 30 mil tartarugas visitando suas praias a cada ano entre outubro e abril.

### Subpopulação do Pacífico
As tartarugas-de-couro do Pacífico dividem-se em duas populações. Uma população nidifica em praias em Papua, Indonésia e Ilhas Salomão, e forrageia em todo o Pacífico no Hemisfério Norte, ao longo das costas da Califórnia, Oregão e Washington na América do Norte. A população do Pacífico oriental forrageia no Hemisfério Sul, nas águas ao longo da costa oeste da América do Sul, nidificando no México, Panamá, El Salvador, Nicarágua e Costa Rica, bem como no leste da Austrália.
Os Estados Unidos continentais apresentam duas grandes áreas de alimentação. Uma área bem estudada fica na costa noroeste, perto da foz do rio Colúmbia, com outra área situada na Califórnia. Mais ao norte, na costa do Pacífico do Canadá, as tartarugas-de-couro visitam as praias da Colúmbia Britânica. As estimativas do World Wide Fund for Nature (WWF) sugerem que apenas 2 300 fêmeas adultas da tartaruga-de-couro do Pacífico ainda existam, tornando-a a subpopulação de tartarugas marinhas mais ameaçada.

### Subpopulação do Mar da China Meridional
Uma terceira possível subpopulação do Pacífico foi proposta, aquelas que nidificam na Malásia. Essa subpopulação, no entanto, está praticamente erradicada. A praia de Rantau Abangue em Trenganu, Malásia, já teve a maior população nidificante do mundo, abrigando dez mil ninhos por ano. A principal causa do declínio foi o consumo de ovos por humanos. Os esforços de conservação iniciados na década de 1960 foram ineficazes porque envolviam escavar e incubar ovos em locais artificiais que inadvertidamente expunham os ovos a altas temperaturas. Só na década de 1980 ficou conhecido que as tartarugas marinhas sofrem determinação sexual dependente da temperatura; suspeita-se que quase todos os filhotes incubados artificialmente eram fêmeas.

### Subpopulação do Oceano Índico
Embora pouca pesquisa tenha sido feita sobre as populações de tartarugas-de-couro no Índico, populações nidificantes são conhecidas no Seri Lanca e nas ilhas Nicobar. Essas tartarugas formam uma subpopulação separada e geneticamente distinta, típica do Índico.

## Ecologia

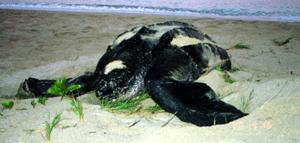
Espécime no Refúgio Nacional da Vida Selvagem Sandy Point

As tartarugas-de-couro são encontradas principalmente em mar aberto. Alguns cientistas rastrearam um espécime que nadou da praia de Jen Womom na regência de Tambrau de Papua Ocidental, na Indonésia, para os Estados Unidos em jornada de forrageamento de 647 dias. As tartarugas-de-couro perseguem águas-vivas ao longo do dia, resultando em uma preferência por águas mais profundas de dia e águas mais rasas à noite (quando as águas-vivas sobem a coluna de água). Esta estratégia de caça muitas vezes coloca as tartarugas em águas muito frias. Um indivíduo foi encontrado caçando ativamente em águas onde as temperaturas eram tão baixas quanto 0,4 °C (32,7 °F). Após cada mergulho de forrageamento, a tartaruga-de-couro voltava a ficar mais quente (17,5 °C (63,5 °F)) em águas superficiais para recuperar o calor do corpo antes de continuar a mergulhar em águas quase congelantes. Sabe-se que as tartarugas-de-couro perseguem presas a profundidades superiores a mil metros - além dos limites fisiológicos de todos os outros tetrápodes mergulhadores, exceto os zifiídeos e as cachalotes. Suas praias de reprodução favoritas são os locais do continente voltados às águas profundas, e parecem evitar locais protegidos por recifes de coral.
As tartarugas adultas de subsistem quase inteiramente de medusas, ajudando a controlar suas populações. Também se alimentam de outros organismos de corpo mole, como tunicados e cefalópodes. As tartarugas-de-couro do Pacífico migram cerca de seis milhas (9 700 quilômetros) em todo o Pacífico de seus locais de nidificação na Indonésia para comer águas-vivas na Califórnia. Uma das causas de seu estado ameaçado são as sacolas plásticas flutuando no oceano, que são confundidas com águas-vivas; estima-se que um terço dos adultos tenha ingerido plástico. O plástico entra nos oceanos ao longo da costa oeste das áreas urbanas, onde as tartarugas-de-couro se alimentam, com os californianos usando mais de 19 bilhões de sacolas plásticas todos os anos. Várias espécies de tartarugas marinhas ingerem detritos marinhos plásticos, e mesmo pequenas quantidades de detritos podem matá-las ao obstruir seus tratos digestivos. A ingestão de detritos marinhos e o ganho de nutrientes retardado levam ao aumento do tempo de maturação sexual que pode afetar futuros comportamentos reprodutivos.
Pouco se sabe sobre a expectativa de vida da espécie. Alguns relatórios afirmam que a faixa é de "30 anos ou mais", enquanto outros afirmam "50 anos ou mais". As estimativas superiores excedem 100 anos. As tartarugas-de-couro mortas que chegam à praia se tornam microecossistemas em decomposição. Em 1996, uma carcaça continha moscas sarcofagídeas (Sarcophagidae) e califorídeas (Calliphoridae) depois de ser aberta por um par de urubus-de-cabeça-preta (Coragyps atratus). A infestação por besouros comedores de carniça das famílias dos escarabeídeos, carabídeos (Carabidae) e tenebrionídeos (Tenebrionidae) se seguiu. Após dias de decomposição, besouros das famílias dos histerídeos (Histeridae) e estafilinídeos (Staphylinidae) e moscas antomiídeas (Anthomiidae) invadiram o cadáver também. Organismos de mais de uma dúzia de famílias participaram do consumo da carcaça.

### Predação
As tartarugas-de-couro enfrentam muitos predadores no início de suas vidas. Os ovos podem ser predados por predadores costeiros como caranguejos-fantasmas (Ocypode quadrata), lagartos monitores, guaxinins, quatis, cães, coiotes, gineta (Genetta), mangustos (Herpestidae) e aves costeiras, desde pequenas tarambolas (Pluvialis) a grandes gaivotas. Muitos dos mesmos predadores se alimentam das tartarugas filhotes enquanto tentam chegar ao oceano, como fragatas e aves de rapina. Uma vez no oceano, os juvenis ainda enfrentam a predação por cefalópodes, tubarões carcarinídeos (Carcharhinidae) e vários peixes grandes. Apesar da falta de uma casca dura, os grandes adultos enfrentam menos predadores, embora sejam ocasionalmente atacados por predadores marinhos muito grandes, como orcas (Orcinus orca), tubarões-brancos (Carcharodon carcharias) e tubarões-tigre (Galeocerdo cuvier). As fêmeas de nidificantes são ocasionalmente predadas por onças-pintadas (Panthera onca) nos trópicos americanos. A tartaruga-de-couro adulta já foi observada defendendo-se de forma agressiva. Um adulto de médio porte foi observado perseguindo um tubarão que havia tentado mordê-lo e então voltou sua agressividade a um barco que continha humanos.

### Migração
Os juvenis passam mais tempo em águas tropicais do que os adultos. Os adultos são propensos a migração de longa distância. A migração ocorre entre as águas frias onde se alimentam as tartarugas-de-couro maduras, às praias tropicais e subtropicais nas regiões onde eclodem. No Atlântico, fêmeas marcadas na Guiana Francesa foram recapturadas do outro lado do oceano no Marrocos e na Espanha. As migrações ao Brasil são para desova, que ocorrem na costa do Espírito Santo na foz do Rio Doce. Se sabe que as fêmeas fazem, em média, 120 ninhos por temporada.

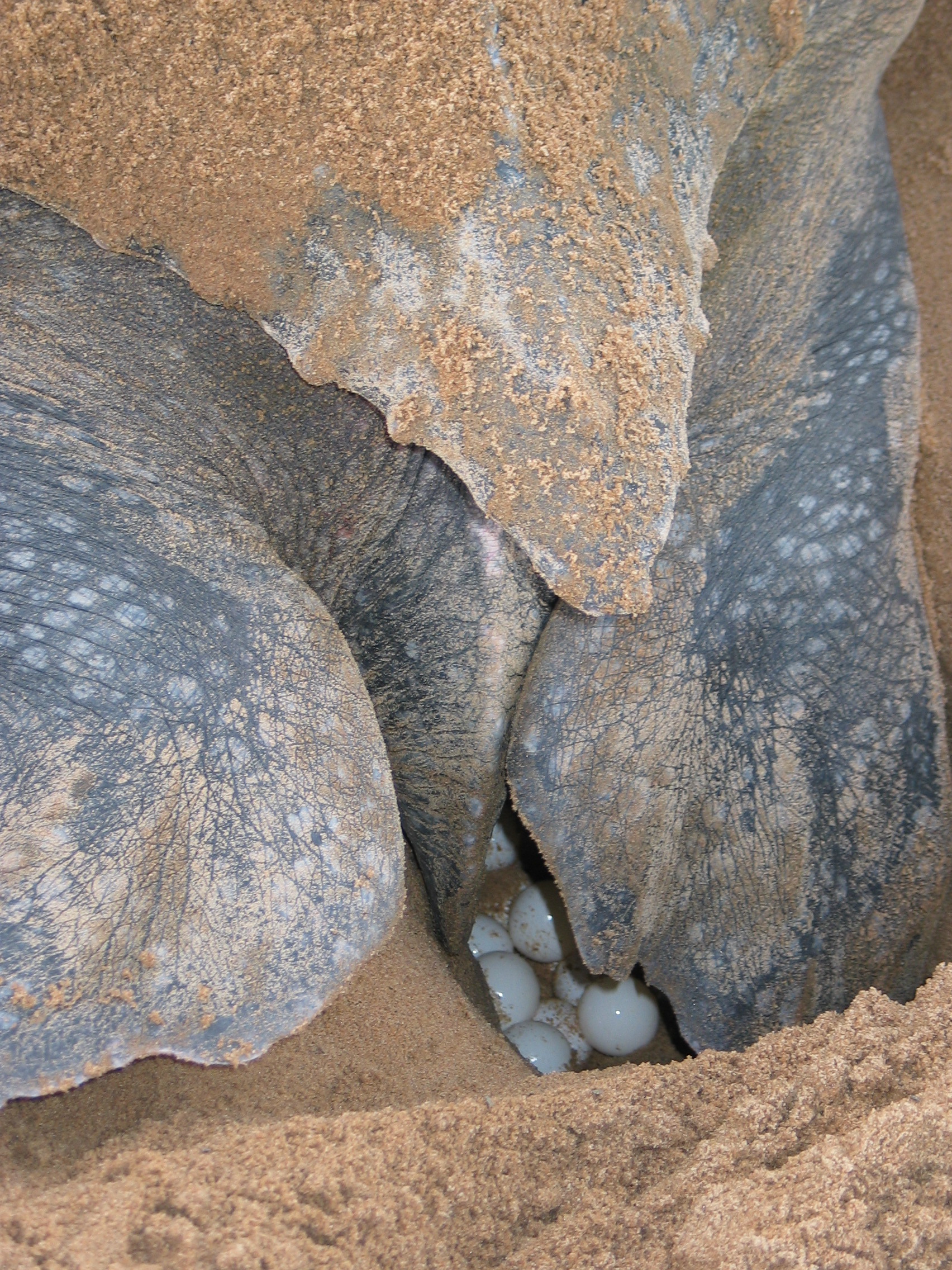
Uma tartaruga-de-couro com ovos, foto tirada na praia de Salines de Montjoly (Guiana Francesa)

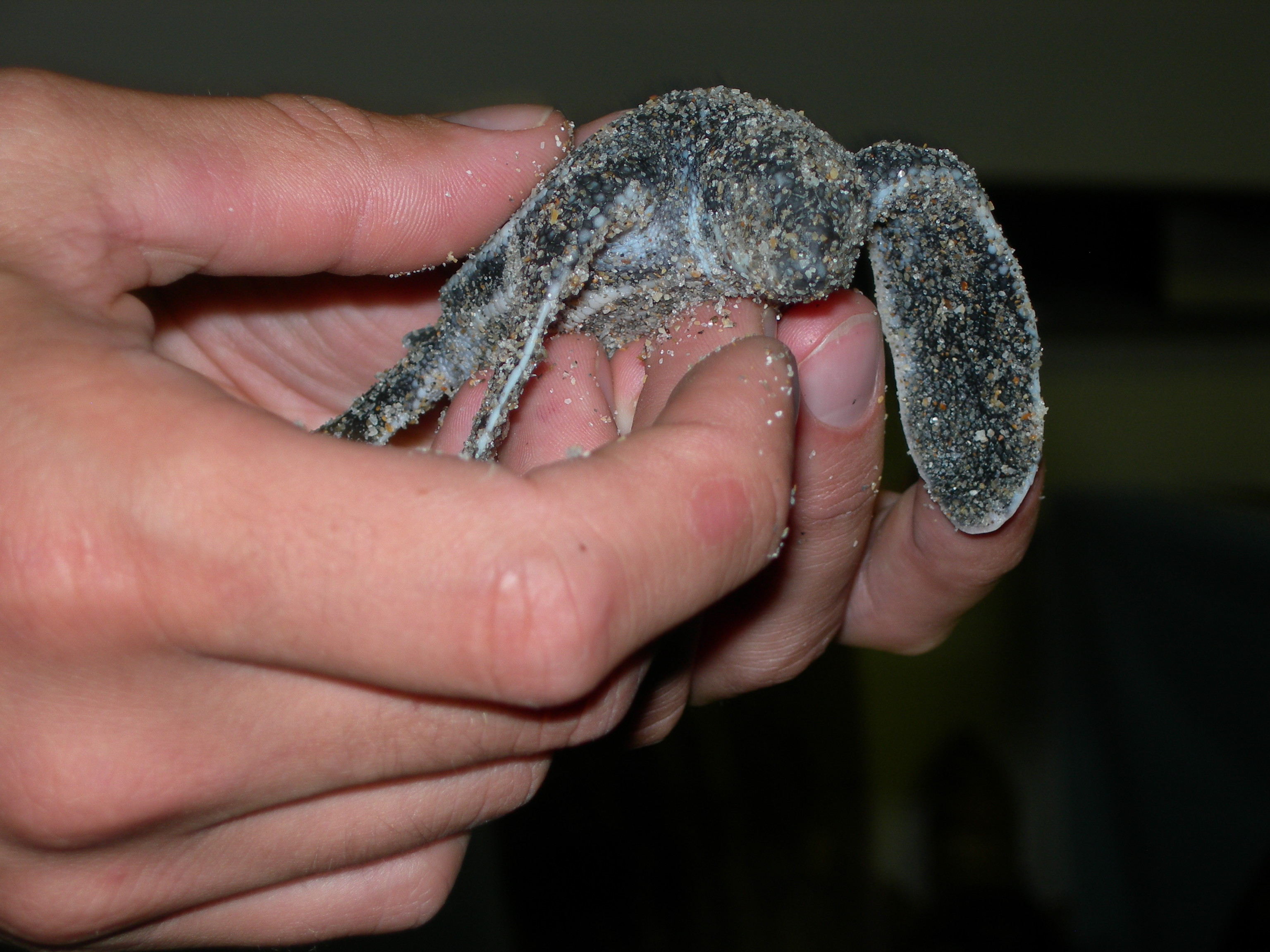
Filhote de tartaruga-de-couro recolhido no Complexo Ambiental Gumbo Limbo de Boca Ratón, Flórida

### Reprodução
O acasalamento ocorre no mar. Os machos nunca saem da água quando entram, ao contrário das fêmeas, que nidificam em terra. Depois de encontrar uma fêmea (que possivelmente exala um feromônio para sinalizar sua situação reprodutiva), o macho usa movimentos de cabeça, focinho, mordida ou movimentos de nadadeira para determinar sua receptividade. Os machos podem acasalar todos os anos, mas as fêmeas acasalam a cada dois ou três anos. A fertilização é interna, e vários machos geralmente acasalam com uma única fêmea. Essa poliandria não oferece vantagens especiais à prole. Enquanto outras espécies de tartarugas retornam à sua praia de incubação (filopatria), as tartarugas-de-couro podem escolher outra praia dentro da região. Escolhem praias com areia macia porque seus cascos e plastrões, mais macios que de outras tartarugas, são facilmente danificados por rochas duras. As praias de nidificação também têm ângulos de aproximação mais rasos, uma vulnerabilidade às tartarugas pois tais praias erodem facilmente. Nidificam à noite, quando o risco de predação e estresse térmico é menor. Como as tartarugas-de-couro passam a maior parte de suas vidas no oceano, seus olhos não estão bem adaptados à visão noturna em terra. O ambiente de nidificação típico inclui áreas florestadas escuras adjacente às praias. O contraste entre esta floresta escura e o oceano mais claro e iluminado pela lua fornece direcionalidade às fêmeas. Fazem os ninhos na escuridão e depois regressam ao oceano e à luz.
As fêmeas escavam um ninho acima da linha da maré alta. Uma fêmea pode colocar até nove ninhadas diferentes em uma mesma estação de reprodução. Cerca de nove dias se passam entre cada evento de nidificação. O tamanho médio da ninhada é de cerca de 110 ovos, 85% dos quais são viáveis. Após a postura, a fêmea preenche cuidadosamente o ninho, disfarçando-o dos predadores espalhando areia. A clivagem do zigoto começa poucas horas após a fertilização, mas o desenvolvimento é suspenso durante o período de gastrulação enquanto os ovos estão sendo postos. O desenvolvimento recomeça, mas os embriões permanecem extremamente suscetíveis à mortalidade induzida por movimentos até o desenvolvimento completo das membranas 20 a 25 dias após a postura. A diferenciação estrutural do corpo e dos órgãos (organogênese) logo se segue. Os ovos eclodem em cerca de 60 a 70 dias. Tal como acontece com outros répteis, a temperatura ambiente do ninho determina o sexo das eclosões. Após o anoitecer, os filhotes cavam até a superfície e caminham até o mar.
As estações de nidificação das tartarugas-de-couro variam de lugar para lugar; ocorre de fevereiro a julho em Parismina, Costa Rica. Mais a leste, na Guiana Francesa, a nidificação é de março a agosto. As tartarugas-de-couro do Atlântico nidificam entre fevereiro e julho da Carolina do Sul, nos Estados Unidos, às Ilhas Virgens Americanas, no Caribe, e ao Suriname e Guiana.

## Importância para o ser humano
As tartarugas-de-couro são grandes predadoras de águas-vivas, o que ajuda a manter as populações sob controle. Isso tem importância para os seres humanos, pois as dietas das águas-vivas consistem em grande parte de alevinos, cujos adultos são pescados comercialmente. Outro uso humanos das tartarugas é a colheita de seus ovos. A exploração asiática de ninhos de tartarugas tem sido citada como o fator mais significativo para o declínio populacional global da espécie. No Sudeste Asiático, a colheita de ovos em países como Tailândia e Malásia levou a um colapso quase total das populações locais nidificantes. Na Malásia, onde a tartaruga está praticamente extinta localmente, os ovos são considerados uma iguaria. No Caribe, algumas culturas consideram os ovos afrodisíacos.

### Cultura significante
A tartaruga é conhecida por ser de importância cultural para tribos de todo o mundo. Os seris, do estado mexicano de Sonora, consideram-na culturalmente significativa por ser uma de suas cinco principais criadoras. Os seris dedicam cerimônias e festas à tartaruga quando uma é capturada, liberando-a depois de volta ao meio ambiente. Eles perceberam o declínio drástico nas populações de tartarugas ao longo dos anos e criaram um movimento de conservação para ajudá-las. O grupo, formado por jovens e idosos da tribo, é chamado de Grupo Tortuguero Comaac. Usam o conhecimento ecológico tradicional e a tecnologia ocidental para ajudar a gerenciar as populações de tartarugas e proteger o ambiente natural delas.
Na Ilha Sul da Península de Banks na Nova Zelândia, a tartaruga-de-couro tem grande significado espiritual para o Koukourārata hapū de te Rūnanga o Ngāi Tahu, assim como um significado mais amplo para os Te Ao Māori e para os povos da Grande Polinésia de acordo com os protocolos de cada rohe. Em 2021, uma tartaruga-de-couro foi enterrada pelo Departamento de Conservação da Nova Zelândia em uma caverna no topo de uma colina na ilha de Horomaka, na Península, escavada por hapū e de acordo com as linhas de Ley de seus rohe.

## Conservação

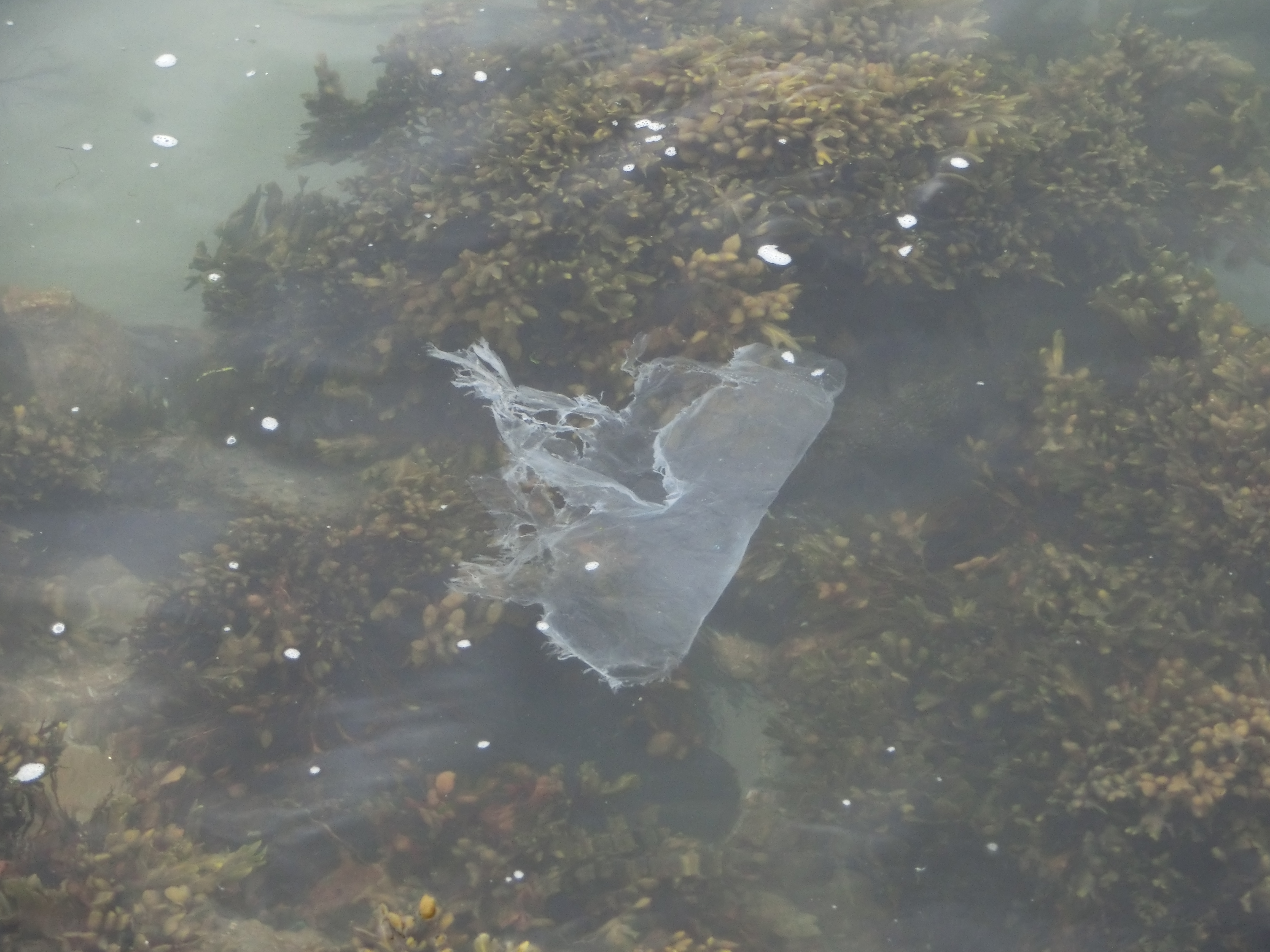
Saco de plástico em decomposição semelhante a água-viva

As tartarugas-de-couro têm levemente menos ameaças relacionadas ao homem do que outras espécies de tartarugas marinhas. Sua carne contém muito óleo e gordura para ser considerada palatável, reduzindo a demanda. No entanto, a atividade humana ainda põe em perigo as tartarugas-de-couro de forma direta e indireta. Diretamente, alguns indivíduos ainda são capturados por sua carne na pesca de subsistência. Os ninhos são atacados por humanos em lugares como o Sudeste Asiático. No estado da Flórida, houve 603 encalhes de tartarugas-de-couro entre 1980 e 2014. Quase um quarto (23,5%) dos encalhes foram causados por ferimentos de embarcações. A poluição luminosa é uma séria ameaça para os filhotes de tartarugas marinhas que têm uma forte atração pela luz. A luz gerada por humanos de postes e prédios faz com que os filhotes fiquem desorientados, rastejando em direção à luz e longe da praia. Os filhotes são atraídos pela luz porque a área mais clara em uma praia natural é o horizonte sobre o oceano, a área mais escura são as dunas ou a floresta. Na costa atlântica da Flórida, algumas praias com alta densidade de nidificação de tartarugas levaram à morte de milhares de filhotes devido à luz artificial.
Muitas atividades humanas prejudicam indiretamente as populações. Sendo uma espécie pelágica, é ocasionalmente capturada como captura acessória. O emaranhamento em cordas de captura de lagosta é outro perigo que os animais enfrentam. Sendo as maiores tartarugas marinhas vivas, dispositivos de exclusão de tartarugas podem ser ineficazes para adultos maduros. Somente no leste do Pacífico, uma média relatada de 1 500 fêmeas maduras foram acidentalmente capturadas anualmente na década de 1990. A poluição, tanto química quanto física, também pode ser fatal. Muitas tartarugas morrem por má-absorção e obstrução intestinal após a ingestão de sacos plásticos que se assemelham às suas presas. A poluição química também tem efeito adverso sobre a tartaruga-de-couro e um alto nível de ftalatos foi medido nas gemas de seus ovos.

### Iniciativas globais
D. coriacea está listada no Apêndice I da CITES, o que torna a exportação/importação desta espécie (incluindo partes dos indivíduos) ilegal. Foi listado como uma espécie EDGE pela Sociedade Zoológica de Londres (ZSL). A espécie está listada na Lista Vermelha da União Internacional para a Conservação da Natureza (UICN / IUCN) como vulnerável (VU), e adicionalmente com as seguintes avaliações de taxa infraespecíficas:
- Subpopulação do Oceano Pacífico Leste: CR (Criticamente em Perigo)
- Subpopulação do nordeste do Oceano Índico : DD (Deficiência de dados)
- Subpopulação do Noroeste do Oceano Atlântico : EN (Em Perigo)
- Subpopulação do Oceano Atlântico Sudeste: DD (Deficientes de Dados)
- Subpopulação do Sudoeste do Oceano Atlântico: CR (Criticamente em Perigo)
- Subpopulação do sudoeste do Oceano Índico: CR (Criticamente em Perigo)
- Subpopulação do Oceano Pacífico Ocidental: CR (Criticamente em Perigo)

A conservação das populações do Pacífico e do Atlântico Oriental foi listada entre as dez principais questões para conservação de tartarugas no primeiro relatório do Estado das Tartarugas Marinhas do Mundo (State of the World's Sea Turtle), publicado em 2006. O relatório observou declínios significativos nas populações mexicana, costarriquenha e malaia. A população nidificante do Atlântico oriental foi ameaçada pelo aumento das pressões de pesca dos países do leste da América do Sul. O Leatherback Trust foi fundado especificamente para conservar as tartarugas marinhas, especificamente seu homônimo em inglês, leatherback turtle (a tartaruga-de-couro). A fundação estabeleceu um santuário na Costa Rica, o Parque Marino Las Baulas.

### Iniciativas nacionais e locais
A tartaruga-de-couro está protegida por diferentes leis de conservação em vários países. Os Estados Unidos a listaram como uma espécie em extinção desde 2 de junho de 1970. A aprovação da Lei de Espécies Ameaçadas de 1973 ratificou sua situação. Em 2012, a Administração Nacional Oceânica e Atmosférica designou uma área de 41 914 milhas quadradas do Oceano Pacífico ao longo dos estados de Califórnia, Oregão e Washington como "habitat crítico". No Canadá, a Lei de Espécies em Risco tornou ilegal a exploração da espécie em águas canadenses. O Comitê sobre o Status da Vida Selvagem em Perigo no Canadá a classificou como ameaçada. A Irlanda e o País de Gales iniciaram um esforço conjunto de conservação das tartarugas-de-couro entre a Universidade de Swansea e a University College Cork. Financiado pelo Fundo Europeu de Desenvolvimento Regional (FEDER), o Irish Sea Leatherback Turtle Project concentra-se em pesquisas como marcação e rastreamento por satélite de indivíduos. O Earthwatch Institute, uma ONG, lançou um programa chamado "Tartarugas Marinhas de Couro de Trindade". A cada ano, mais de duas mil fêmeas de tartaruga-de-couro chegam à praia Matura, em Trindade, para desovar.
Vários países do Caribe iniciaram programas de conservação, como a Rede de Monitoramento de Tartarugas Marinhas de São Cristóvão e Neves, focada no uso do ecoturismo para destacar a situação de perigo da tartaruga-de-couro. Na costa atlântica da Costa Rica, a vila de Parismina tem uma dessas iniciativas. Parismina é um banco de areia isolado onde um grande número de tartarugas põem ovos, mas há muitos caçadores furtivos. Desde 1998, a aldeia tem ajudado tartarugas com um programa de incubação. O Parismina Social Club é uma organização de caridade apoiada por turistas e expatriados americanos, que coleta doações para financiar patrulhas de praia. Na Dominica, os patrulheiros do DomSeTCo protegem os locais de nidificação das tartarugas-de-couro dos caçadores furtivos.
O Parque Nacional de Maiumba, no Gabão, África Central, foi criado para proteger a praia de nidificação mais importante da África. Mais de 30 mil tartarugas nidificam nas praias de Mayumba entre setembro e abril de cada ano. Em meados de 2007, o Departamento de Pesca da Malásia revelou um plano para clonar tartarugas-de-couro para reabastecer a população em rápido declínio do país. Alguns biólogos conservacionistas, no entanto, são céticos em relação ao plano proposto porque a clonagem só teve sucesso em mamíferos como cães, ovelhas, gatos e gado, e as incertezas persistem sobre a saúde e a expectativa de vida dos animais clonados. As tartarugas-de-couro costumavam nidificar aos milhares nas praias da Malásia, incluindo as de Trenganu, onde mais de três mil fêmeas faziam ninhos no final dos anos 1960. A última contagem oficial de nidificação de fêmeas de tartaruga-de-couro naquela praia foi registrada em apenas duas fêmeas em 1993.
No Brasil, a reprodução da tartaruga-de-couro está sendo assistida pelo projeto TAMAR, do Instituto Brasileiro do Meio Ambiente e dos Recursos Naturais Renováveis que trabalha para proteger os ninhos e evitar mortes acidentais por barcos de pesca. Um contagem oficial de ninhos de fêmeas de tartaruga-de-couro no Brasil em 2007 relatou apenas sete fêmeas. Em janeiro de 2010, uma fêmea do Pontal do Paraná colocou centenas de ovos. Como as tartarugas-de-couro costumavam nidificar apenas na costa do estado do Espírito Santo, mas nunca no estado do Paraná, esse ato incomum chamou muita atenção à área, os biólogos acompanharam de perto o ninho. No país, a espécie consta em várias listas de conservação: em 2005, foi listada como criticamente em perigo na Lista de Espécies da Fauna Ameaçadas do Espírito Santo; em 2010, sob a rubrica de "dados insuficientes" no Livro Vermelho da Fauna Ameaçada no Estado do Paraná; em 2011, como criticamente em perigo na Lista das Espécies da Fauna Ameaçada de Extinção em Santa Catarina; em 2014, como em perigo no Livro Vermelho da Fauna Ameaçada de Extinção no Estado de São Paulo e na Lista das Espécies da Fauna Ameaçadas de Extinção no Rio Grande do Sul; em 2014, como criticamente em perigo na Portaria MMA N.º 444 de 17 de dezembro de 2014; e em 2018, como criticamente em perigo no Livro Vermelho da Fauna Brasileira Ameaçada de Extinção do Instituto Chico Mendes de Conservação da Biodiversidade (ICMBio) e vulnerável na Lista das Espécies da Fauna Ameaçadas de Extinção no Estado do Rio de Janeiro.